# Novaa

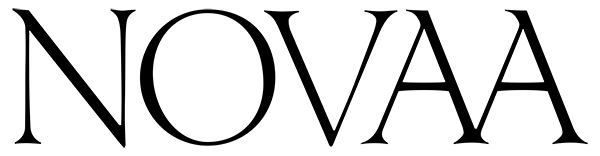
Logo von Novaa (2022)

Novaa (* 1996, bürgerlich Antonia Rug), auch bekannt als La Petite Rouge, Novalty und Yosie, ist eine deutsche Sängerin, Songwriterin und Musikproduzentin.

## Werdegang
Novaa wuchs in Karlsruhe auf. Sie wurde nach der Hauptfigur des niederländischen Films Antonias Welt benannt. Bereits mit 11 Jahren verfasste sie erste Songs mit Gitarre und Klavier. Mit 15 fing sie an, mit Ableton zu produzieren. Ihr Studium des Popmusikdesigns an der Popakademie Baden-Württemberg brach sie nach einem Jahr ab, um ihre erste EP zu produzieren.
Der Fortschritt ihrer Arbeit an der erst als Peaches geplanten und letztlich als Stolen Peaches veröffentlichten EP ging zwischenzeitlich verloren, weil ihr Laptop gestohlen wurde. An ihren ersten Singles war der Produzent und Musiker Moglii beteiligt.
Als Songwriterin und Produzentin war sie unter anderem für LEA, Alma, Amanda Tenfjord, Phela, Alli Neumann und Jazzy Gudd tätig.
Sie lebt in Berlin.

## Stil
Novaas Veröffentlichungen lassen sich dem Synth Pop zuordnen. Dabei kombiniert sie elektronische Elemente mit orchestralen und anderen organischen Elementen. Sie selbst bezeichnet diesen Stil als „organische Elektronik“.
Häufige Themen ihrer Texte sind neben Persönlichem Geschlechterrollen, weibliche Selbstbestimmung, der Klimawandel und das Zusammenspiel von Mensch und Maschine.
Zu ihren Vorbildern gehört Lizzo.

## Diskografie

### Alben
- 2019: NOVAA
- 2020: The Futurist
- 2021: She's A Rose
- 2022: She's A Star
- 2023: Super Novaa

### EPs
- 2015: HARI (als La Petite Rouge)
- 2016: Down Under (mit Moglii)
- 2016: Stolen Peaches
- 2021: MooN (mit Moglii)

### Autorenbeteiligungen und Produktionen (Auswahl)
- 2022: Blinker feat. Madeline Juno – Alles schon okay
- 2025: Mieze Katz feat. Madeline Juno – LiLiLiebe

### Als Novalty
- 2019: Vol.1 (EP)
- 2019: Vol.2 (EP)
- 2019: Vol.3 (EP)

### Als Yosie
- 2017: Lights (mit Lo)

## Auszeichnungen
- 2018: New Music Award[1]
- 2022: Female* Producer Prize[5]
- 2022: Preis für Popkultur in der Kategorie Lieblingsproduzent*in[6]